# Пфеффер, Нора Густавовна
Нора Густавовна Пфеффер (31 декабря 1919 — 15 мая 2012) — немецкая советская поэтесса, переводчица и эссеистка.

## Биография
Родилась в Тифлисе в 1919 году. Ее отец, Густав Яковлевич Пфеффер, был директором немецкой школы в Тбилиси, в которой учились в свое время Георгий Товстоногов, Александр Дадешкелиани (Сандро Да-Деш),  Рудольф Керер. Мать, Эмилия Михайлова — учительница музыки.
В 1935 году родители были арестованы; через некоторое время мать освободили, а Густав Яковлевич Пфеффер был обвинен в «контрреволюционной деятельности» и приговорен к заключению в ИТЛ.
По окончании немецкой школы поступила в местный пединститут, который окончила по специальности английский язык, а также (экстерном) — немецкий язык. После этого работала преподавателем немецкого языка в Тбилисском медицинском институте, одновременно заочно учась в 1-м Московском педагогическом институте иностранных языков. Также Нора получила и музыкальное образование — она окончила музыкальный техникум при консерватории.
В 1941 году мать Норы Густавовны и ее братья: Юрий (1918—?), Ральф (1921—1980), Гейнц (1923—2020), Густавом (род. в 1926) были высланы в Казахстан.  Братья — Юрий и Гейнц — также были репрессированы: Юрий арестован и отбывал наказание в ИТЛ, Гейнц отправлен в «трудармию». Старший брат, Курт Пфеффер, пропал без вести.
В 1943 году была арестована за участие в политической группе «Белый Георгий». Сначала находилась в заключении в Норильске, а затем была направлена в ссылку в Северный Казахстан. Освобождена в 1952 году.
В 1953 году поступила в Алма-Атинский институт иностранных языков, по окончании которого стала работать в Казахстанском государственном университете. Параллельно была директором немецкого вещания радио Казахской ССР.
В 1970 Нора Пфеффер возглавила немецкую секцию книжного издательства «Казахстан».
В 1992 году эмигрировала в Германию, город Кёльн.
Муж (с 1939) —  Георгий Шотаевич Каралашвили (род.1917), участник Великой Отечественной войны. Его мать была репрессирована.
- Сын — Реваз Георгиевич Каралашвили (1940—1989), доктор филологических наук[11]. 
  - Внуки: Отар (род. 1964), Нина (род. 1972)

## Творчество
Первые произведения Пфеффер были опубликованы в 1958 году. Много писала для детей. Её перу принадлежат книги «Малыши», «Путешествие Отара», «Беседы и игры для детей, этюды о языке, стихи», «Слепой дождик», «Семеро верных друзей», «Обезьянка Мик», «Фраки, императорский пингвин», «Годовые кольца», «Чем дальше, тем ближе». Произведения Норы Пфеффер были переведены на казахский, латышский и русский языки. Они были изданы не только в СССР, но и в Германии и Австрии.